# ترموسون
ترموسون (به فرانسوی: Trémuson) یک کمون در فرانسه است که در Canton of Plérin واقع شده‌است.

## خصوصیات
ترموسون ۶٫۳۱ کیلومترمربع مساحت و ۱٬۸۴۳ نفر جمعیت دارد.